# Philibert Chanay
Pour les articles homonymes, voir Chanay (homonymie).
Philibert Chanay est un homme politique français né le 27 décembre 1800 à Belleville-sur-Saône (Rhône) et décédé le 20 septembre 1852 à Lyon (Rhône).
Avocat à Lyon, il est un temps procureur de la République près le tribunal de première instance de Lyon. Il est député du Rhône de 1848 à 1851, siégeant avec la gauche modérée.

## Sources
- « Philibert Chanay », dans Adolphe Robert et Gaston Cougny, Dictionnaire des parlementaires français, Edgar Bourloton, 1889-1891 [détail de l’édition]